# 무한각형

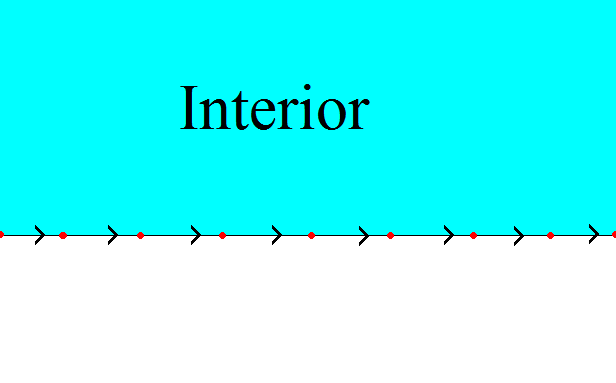
선형 무한각형의 내부는 여기서 변에 화살표로 나타낸 것처럼 꼭짓점의 반시계 방향으로 정의될 수 있으며, 이 그림에서는 평면 윗부분 절반을 정의한다.
따라서 이런 무한각형 두 개는 정타일링처럼 평면을 채우며 꼭짓점 배치는 ∞.∞이다.

기하학에서 무한각형(영어: apeirogon, "무한한, 끝없는"의 의미를 가지는 그리스 단어 ἄπειρος apeiros와 "각"이라는 의미의 γωνία gonia에서 합성된 단어이다)은 변이 가산 무한개인 일반화된 다각형이다. 이것은 n각형에서 n이 무한으로 가는 극한으로 볼 수 있다. 선형 무한각형의 내부는 꼭짓점의 유향 순서로 정의할 수 있고, 반평면을 내부로 정의한다.
이 문서에서는 무한각형의 선형 모양을 테셀레이션이나 직선의 분할로 기술한다.

## 같이 보기
- 무한각형 타일링(&.&, 무한각 호소헤드론)
- 정이각형 타일링(2.2.2.2.2.2.2.••••••, 무한각형 이면체)
- 무한 각기둥(4.4.&, 무한 쌍각뿔)
- 무한 엇각기둥(3.3.3.&, 무한 엇쌍각뿔)
- 깎은 무한각형 타일링(2.&.&, 이방무한각 호소헤드론)
- 이무한면체(2.&.2.&, 마름모 무한면체)
- 늘린 삼각형 타일링(3.3.3.4.4, 직각 형팽 오각형 타일링)
- 비틀어 늘린 사각형 타일링(4.4.3.3.3, 작각 평행 오각형 타일링)
- 고른 타일링